# Pablo Sánchez López
Pour les articles homonymes, voir Pablo Sánchez (homonymie) et Sánchez.
Pablo Sánchez López (né le 9 février 1990 à Mexico), est un pilote automobile mexicain.

## Carrière automobile
- 2005 : Formule Renault Argentine et championnat d'Italie de Formule 3
- 2006 : Formule Renault Italie
- 2007 : International Formula Master 3e
- 2008 : World Series by Renault 17e
- 2009 : Formule 3, Italie 3e
- 2010 : GP3 Series avec l'écurie Addax Team